# Luisa Matsuo
Luisa Harumi Matsuo (8 de agosto de 1988) é uma ex-ginasta brasileira, que competia em provas de ginástica rítmica.

Iniciou na escolinha de ginástica rítmica da Universidade do Estado de Santa Catarina em 1996, aos oito anos de idade. Integrou a Seleção Brasileira de Conjuntos de 2009 a 2012. Participou de várias competições internacionais como na 4º Copa do Mundo em Varna, em 2008. 6º Copa do Mundo em Thais, em 2008. 7º Copa do Mundo em Kiev, em 2008. 11º Copa do Mundo em Portimão, em 2008. Participou dos Jogos Olímpicos de Pequim em 2008. Foi Campeã Sul Americana de Conjuntos em 2011.
Conquistou seis medalhas de ouro em Jogos Pan-Americanos, sendo três em Guadalajara 2011 e três no Rio 2007.